# Károly Obernyik
Károly Obernyik, född 22 oktober 1814 i Kömlőd, död 17 augusti 1855 i Pest, var en ungersk dramatiker.
Obernyik fäste rika förhoppningar vid sig genom skådespelet Főúr és pór (Magnat och bonde) och lustspelet Nőtelen férj (Ungkarlen), bägge prisbelönta av Ungerska akademien, samt sorgespelet Brankovics György.